# Agua Buena (Panama)
Pour les articles homonymes, voir Agua Buena.
Agua Buena est une commune située dans le district de Los Santos dans la province panaméenne de Los Santos. En 2010, elle comptait une population de 1 117 habitants et une densité de population de 111,1 personnes par km2.
La principale activité économique d'Agua Buena de Los Santos est l'ébénisterie, et se distingue comme le père du même M. Diomedez Sáez fondateur de son entreprise Taller Sáez, avec le passage du temps son fils Rigoberto Sáez a ouvert ses propres meubles à Chitré et maintenant à Las Tablas. Il s'agit d'une entreprise renommée dans la province d'Azuero. D'autre part, l'employé le plus important de cette entreprise (Taller Sáez) est M. Ramiro Barahona Sáez qui travaille avec Medín depuis plus de 45 ans, notamment dans le domaine des meubles en cuir.